# Mae Hirosawa
Mae Hirosawa (née le 8 juin 1997) est une athlète japonaise, spécialiste du sprint et du 400 mètres.

## Carrière
Elle termine 4e du 400 mètres lors des Championnats d’Asie 2019 en 53 s 54.